# Out of Touch
«Out of Touch» es una canción de la cantante estadounidense Dove Cameron, lanzada el 6 de diciembre de 2019 a través de Disruptor y Columbia Records.

## Antecedentes
Cameron anunció el lanzamiento de la canción el 2 de diciembre de 2019 al publicar una imagen en las redes sociales de un archivo titulado "Out of Touch Explicit (Mastered)" con la leyenda "12/6". Se burló de la canción al día siguiente al publicar una imagen en las redes sociales con la letra escrita a mano de la canción. Cameron llamó a la canción «Una de sus pistas favoritas que ha hecho hasta ahora». Fue una de las primeras canciones que grabó para su «nueva era musical».

## Composición
«Out of Touch» es una canción de pop-rock sobre un «riff de guitarra suave y de medio tiempo». La canción fue escrita en clave de Si mayor con un tempo de 80 latidos por minuto. La canción trata sobre Cameron «recuperándose de una pelea con su amante y cómo espera reconciliarse» y «queriendo que esta persona siga siendo honesta con ella, incluso cuando no lo maneja bien».

## Video musical
El video musical acompañó el lanzamiento de la canción. Se ve a Cameron cantándole a la cámara en una azotea con una ciudad de fondo. Al final del video, Cameron corre a los brazos de su pareja Thomas Doherty.

## Créditos y personal
Créditos adaptados de Tidal.
- Dove Cameron - composición, voces
- DallasK - composición, producción
- Halatrax - composición, producción
- John Thomas Roach - composición
- Kevin Robert Fisher - composición
- Lisa Scinta - composición
- Steph Jones - composición
- Keith Parry - asistente de ingeniería
- Chris Gehringer - masterización
- Erik Madrid - mezcla
- Jenna Andrews - grabación

## Historial de lanzamiento
| Región | Fecha                  | Formato                    | Discográfica                       | Ref.   |
| ------ | ---------------------- | -------------------------- | ---------------------------------- | ------ |
| Varios | 6 de diciembre de 2019 | Descarga digital Streaming | Disruptor Records Columbia Records | [ 11 ] |